# 快樂王子與其他故事

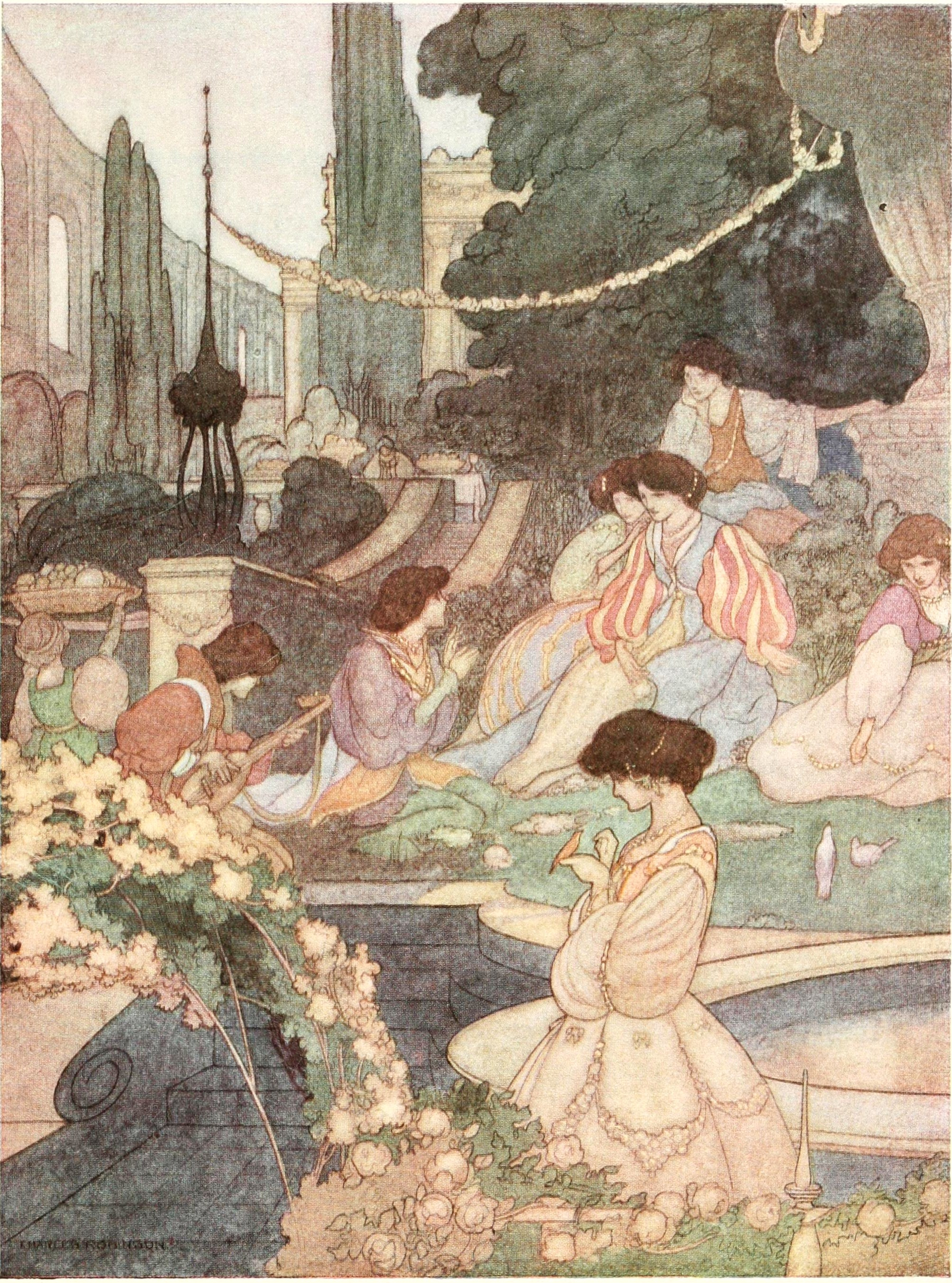
1920年版的插畫
“那你为什么哭？”燕子问：“你已经把我淋够了。”
“当我还活着，有一颗人心的时候，”雕像回答道，“我不知道眼泪是什么，因为我住在无忧宫，那里不允许痛苦进入。」

《快樂王子與其他故事》（英語：The Happy Prince and Other Tales）是愛爾蘭作家王爾德于1888年5月出版的英文兒童故事集。著名中译本为巴金所译（上海文化生活出版社1948年初版）。《快樂王子》是書中所載最著名的故事。

## 故事名稱
故事集中包含的故事有：
- 《快樂王子》（The Happy Prince）
- 《夜鶯與玫瑰》（The Nightingale and the Rose）
- 《自私的巨人》（The Selfish Giant）
- 《忠實的朋友》（The Devoted Friend）
- 《非凡的爆竹》（The Remarkable Rocket）

## 快樂王子

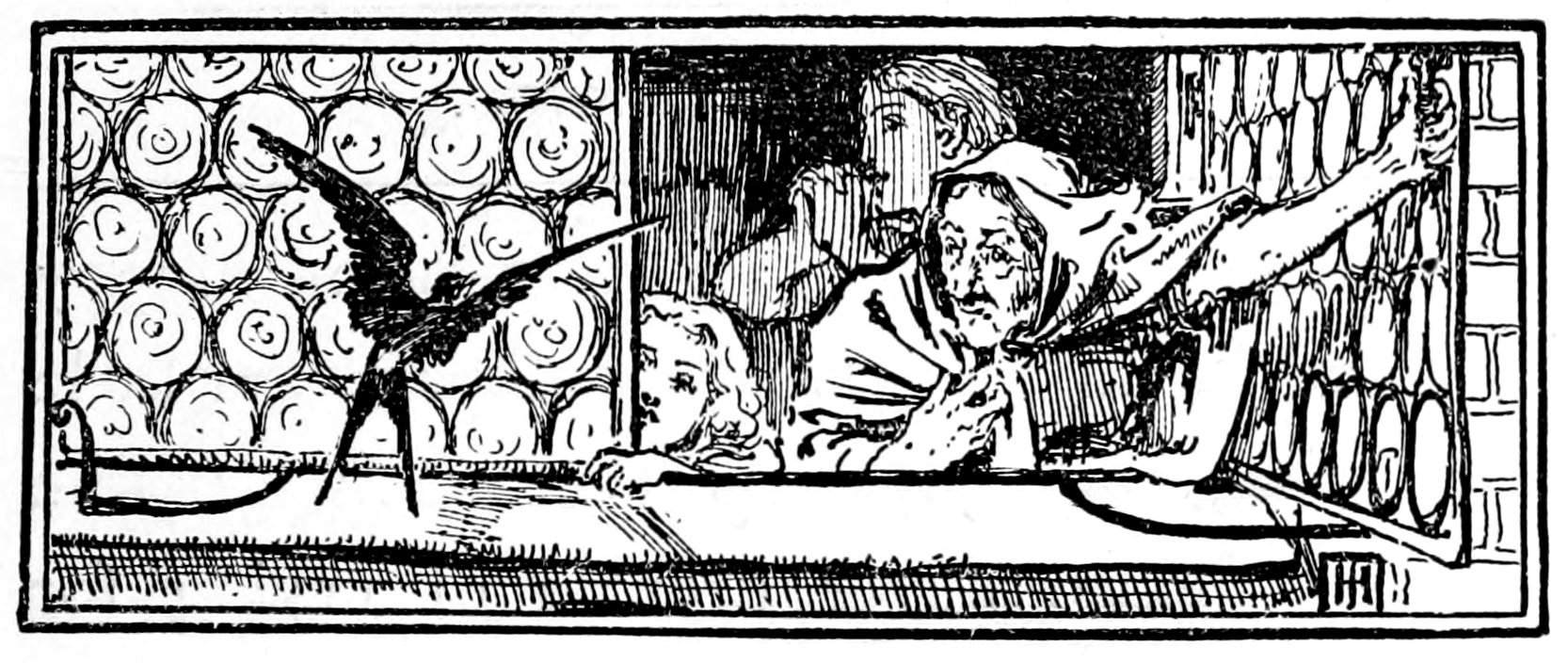
燕子和王子

有一夜，一隻小燕子飛到一個城市，那裏豎立着一座雕像。小燕子原本趕著飛往南方的埃及過冬，因為牠與其他同伴失散了。
小燕子在空中飛行時，就看見那座雕像。雕像上貼滿金箔，兩眼是藍寶石，佩劍上有顆大大的紅寶石。雕像按照來塑造的王子，生前並不知道何為眼淚，因為他住在禁止憂傷的王宮裏，所以宮廷都喚他作「快樂王子」。他死後，朝臣們為他建造雕像，高高在上，使他可看見城中所有事物。
小燕子起初打算睡在雕像的腳上，但他把頭埋進翅膀中時，卻感到一滴、一滴的水珠打在他身上。他舉頭一看，發現原來快樂王子正在哭泣，因為他看見了自己城市的醜惡和悽慘。因此，快樂王子請求小燕子作他的使者。快樂王子通過小窗戶看到一個女裁縫師，正在絲緞禮服上繡着西番蓮，她的兒子病了，身無分文不能為他醫病，只能餵他喝河水。快樂王子吩咐小燕子，從佩劍中取出紅寶石，送給他們。
第二夜，快樂王子看見一個閣樓上，一個劇作家正在趕着寫劇本，可是天氣冷得使他無法動筆。快樂王子吩咐小燕子，從他眼中取出其中一顆藍寶石，給劇作家變賣換取食物。第三夜，快樂王子看見一個賣火柴的女孩，不小心把所有火柴都掉在水溝中，已經不能再賣，要是這樣空着手回家，她會被父親責打。為了幫助她，快樂王子吩咐小燕子，從他眼中取出餘下的藍寶石，送給那女孩。由於他把自己的雙眼都送出了，無法再看見東西，小燕子得繞着城市飛，把牠所見的告訴快樂王子。小燕子把城市內的貧困告訴快樂王子，快樂王子因此下定決心，把身上所有金箔送給貧窮人。
最終，小燕子知道他無法熬過寒冬，很快便要死了，所以留在快樂王子身邊。小燕子親吻快樂王子一下，就掉在王子腳邊死了。快樂王子那鉛造的心，也破裂了。
早上，市長看見雕像已經不再美麗，認為它已經沒有用，所以把它拆下來。雕像被掉到熔化爐裏，那鉛造的心卻沒有熔化，被掉到廢物堆上，跟小燕子一起。
上帝吩咐天使，把城中最寶貴的兩樣東西找來。天使向上帝呈上小燕子和王子破裂的心。上帝對天使的選擇讚好，下令小燕子在他花園永遠歌唱。

### 改編版本
- 由哥倫比亞工作室（Columbia Workshop）改編的廣播劇，於1936年12月26日播出。
- 由美國迪卡唱片公司於20世紀40年代改編的錄音專輯，奧森·威爾斯擔任旁白，冰·哥羅士比擔任王子。
- 由新西蘭搖滾樂隊the La De Das基於此故事改編，於1969年錄制並出演的搖滾歌劇。樂隊成員Bruce Howard和Trevor Wilson 1967年構想出這個創意並開始作曲，並找來澳大利亞詩人Adrian Rawlins擔任旁白。
- 1974年改編的動畫片，由格莉妮丝·约翰斯為燕子配音，克里斯托弗·普羅默為王子配音。
- 香港tvb的西游记2里，通臂猿猴的角色背景一部分参考自快乐王子。

## 夜鶯與玫瑰

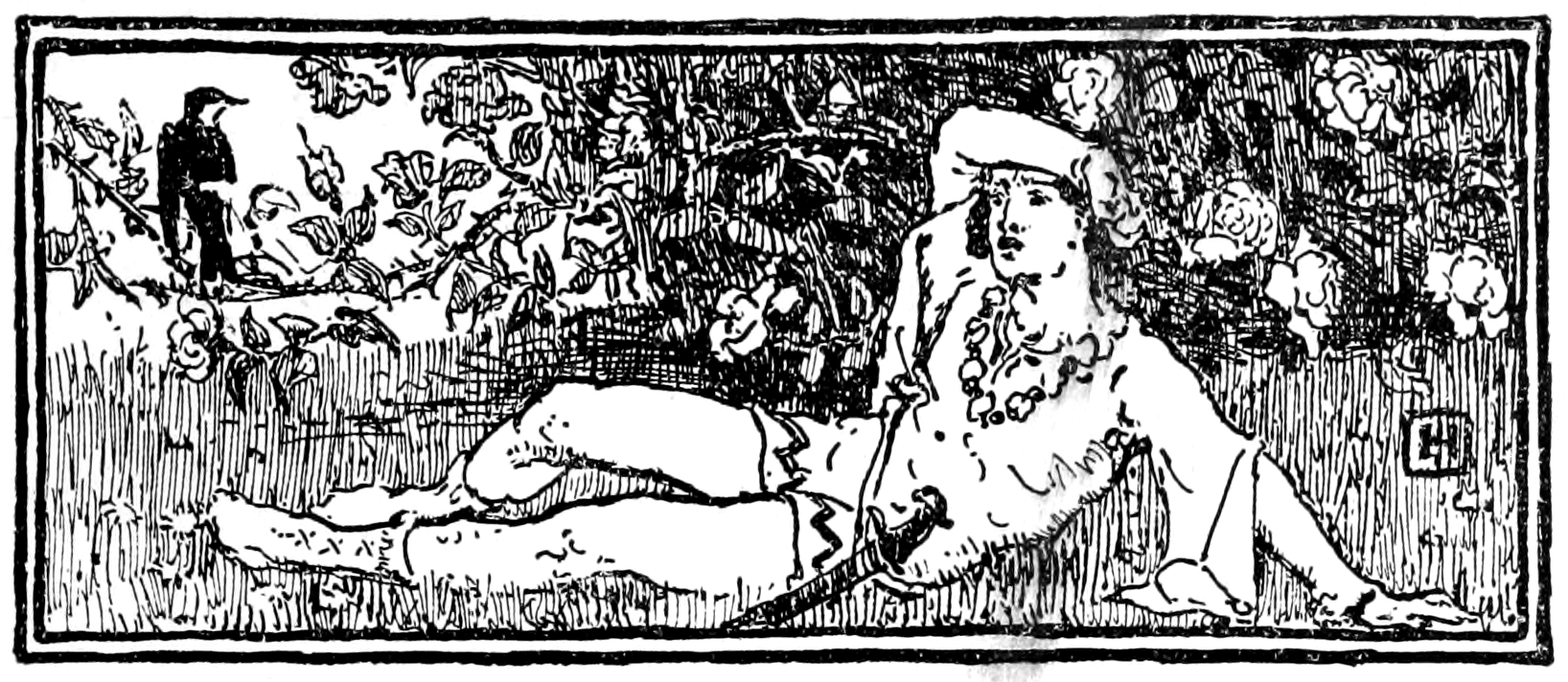
夜鶯與玫瑰

一个青年学生在大橡树下徘徊，痛苦地自言自语，说他多么需要一朵红玫瑰花，才能与他心爱的姑娘——教授的女儿跳舞。可是在寒冷的冬天，他是无法找到这样一朵红玫瑰的，因此也就无法满足姑娘的要求和自己的愿望。
正当他在绝望之际，树上的夜莺听到了他的哭诉，以为这个青年是一个真正的恋人，真正懂得爱情，因此决定帮助青年。夜莺千辛万苦去找玫瑰树借红玫瑰，可是第一次和第二次碰到的是白玫瑰树和黄玫瑰树，第三次才找到学生窗外的红玫瑰树，可是红玫瑰树告诉它，冬天已冻僵了它的血管，霜雪已摧残了它的花蕾，如果想要一朵红玫瑰花，需要整夜地歌唱才能够造出，并用它胸中的鲜血来染红，也就是用死亡来换一朵玫瑰。
这个代价实在是太大了，可是夜莺认为爱情胜过生命，“爱情真是一件奇妙无比的事情，它比绿宝石更珍贵，比猫眼石更稀奇。用珍珠和石榴都换不来，是市场上买不到的，是从商人那儿购不来的，更无法用黄金来称出它的重量。”
因此它毅然地选择了牺牲自己。整整一夜，它唱个不停，并用胸膛顶住花刺，一点点儿刺进心脏，用自己的鲜血成就了一朵象征真爱的玫瑰，而它却躺在草丛中死去了，心口还扎着那根刺。第二天清晨青年学生起来后，发现了这朵红玫瑰，马上摘下它跑去见教授的女儿，根本就没去想玫瑰花怎么会出现在这里。
但令人遗憾的是那女孩拒绝了他，说玫瑰花与她的衣服不配，而且宫廷大臣的儿子已送她珍贵的珠宝，人人知道珠宝比花更值钱。青年非常气愤，顺手把玫瑰花扔到大街上，玫瑰落入阴沟里，一辆马车从它身上碾了过去。他一边说着爱情是一件多么愚蠢的事，一边回到自己的屋里，拿起满是灰尘的书，读了起来。

## 自私的巨人

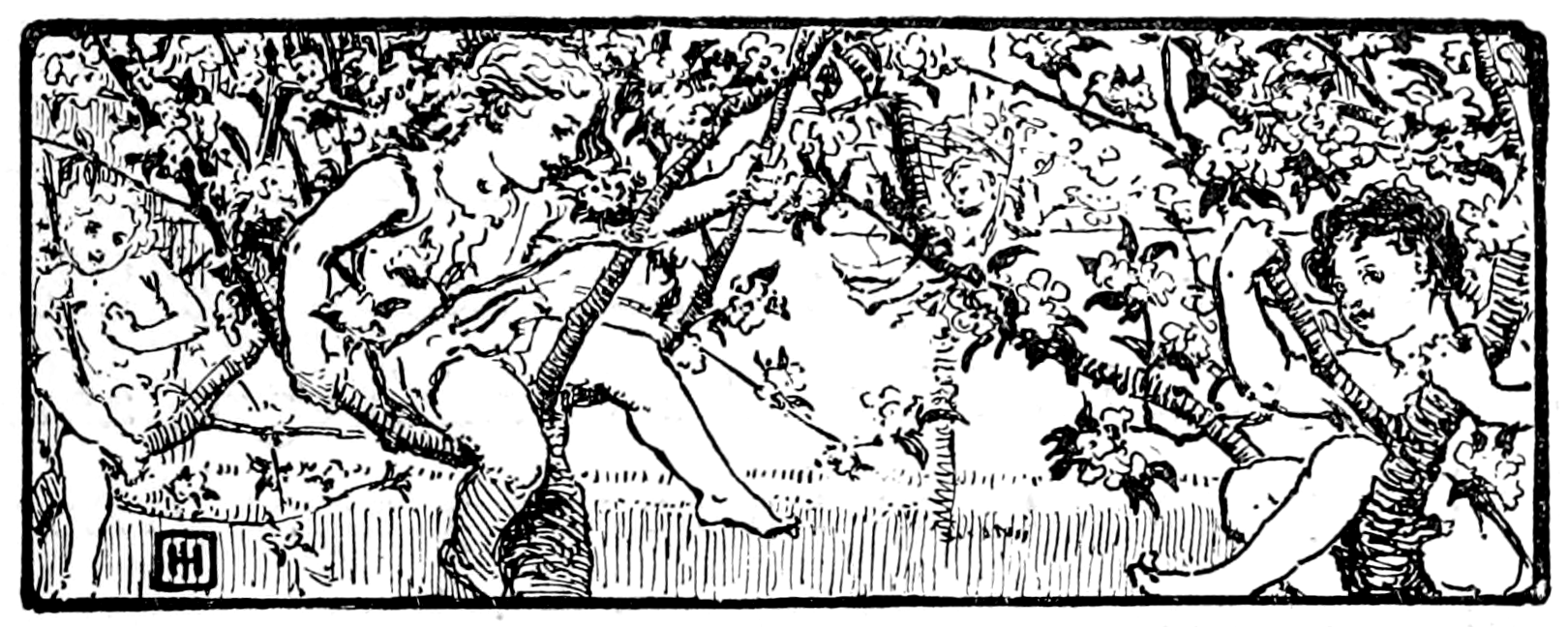
自私的巨人

自私的巨人擁有一個美麗的花園，小孩每天都喜歡進去玩耍。他探訪朋友回家，看見玩耍的小孩，便築了一道高牆，不准小孩進去。後果是，花園受永遠的冬天詛咒。
一天，巨人聽見鳥的歌聲，發現春天已重臨花園，因為小孩越過牆上的小洞進去了。他醒覺自己的過錯，便決定把圍牆都拆掉。可是，他從樓上下來時，所有小孩都嚇得跑開，除了一個哭泣的小男孩。
巨人幫助男孩攀上他要攀的那棵樹，然後宣布：「小孩子，現在，這是你們的花園了」，說罷，舉起斧頭拆掉圍牆。小孩子都回到花園玩耍，巨人曾幫助的那個男孩卻從此沒有再出現，因此他覺得很傷心。
很多年後，巨人已經變得年老，在冬天的一天醒來，看見他花園的一角開滿花朵。他從樓上下來，看見他曾幫助的那個男孩，站在一棵白樹下。他發現男孩雙手、雙腳都有釘痕，便憤怒地問是誰傷害了他。男孩回來是要把他接進天國裏，天國就是耶穌的花園。下午，小孩們如常來到花園時，巨人躺在樹下，身上蓋滿白色花朵。

## 忠實的朋友

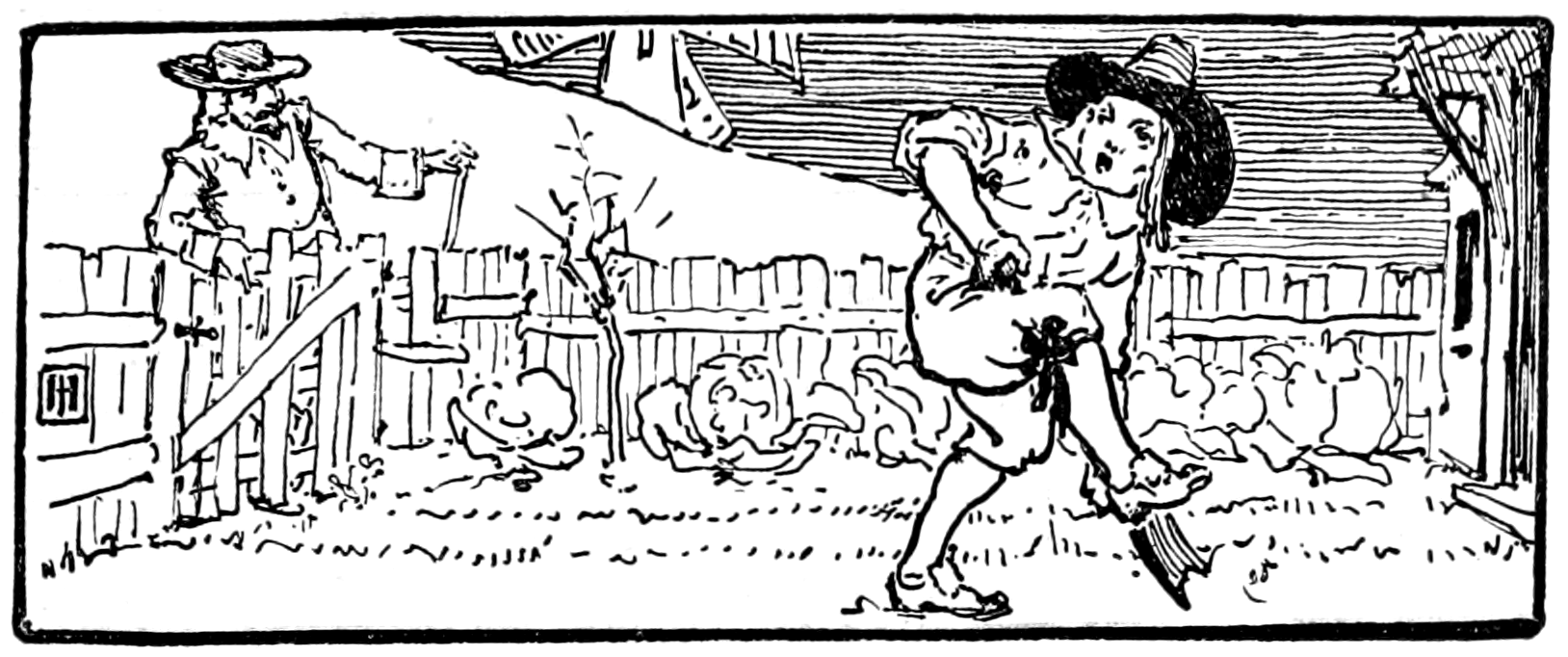
忠實的朋友

漢斯是個園丁，他的摯友休伊是個富有的磨坊主人。因為他們是好友，忠實的休伊探訪漢斯時，每次都會從漢斯家中搬走一大束花朵；他卻從未把積存的家畜送給漢斯，因為漢斯聽着休伊講談友情的高論，便覺得很快樂了。冬天來臨時，休伊為了不打擾困境中的漢斯，也為了不讓漢斯心生嫉妒，整季都沒有探望過漢斯。直到大地回春，休伊答應將會把一個破舊的獨輪車送給漢斯，因為漢斯為了熬過寒冷，把獨輪車和其他東西都賣了，才能買到麵包充飢。為了要漢斯報答這個承諾，休伊要漢斯給他當了好幾次苦工；一個雷電交加的晚上，休伊吩咐漢斯出去找醫生給他受傷的兒子。雖然找到了醫生，漢斯卻在回家的途中掉進沼澤溺斃了。休伊參加漢斯的喪禮後說，漢斯的死對他造成嚴重無比的損失，因為他再無法處置那破舊的獨輪車了。

## 非凡的爆竹

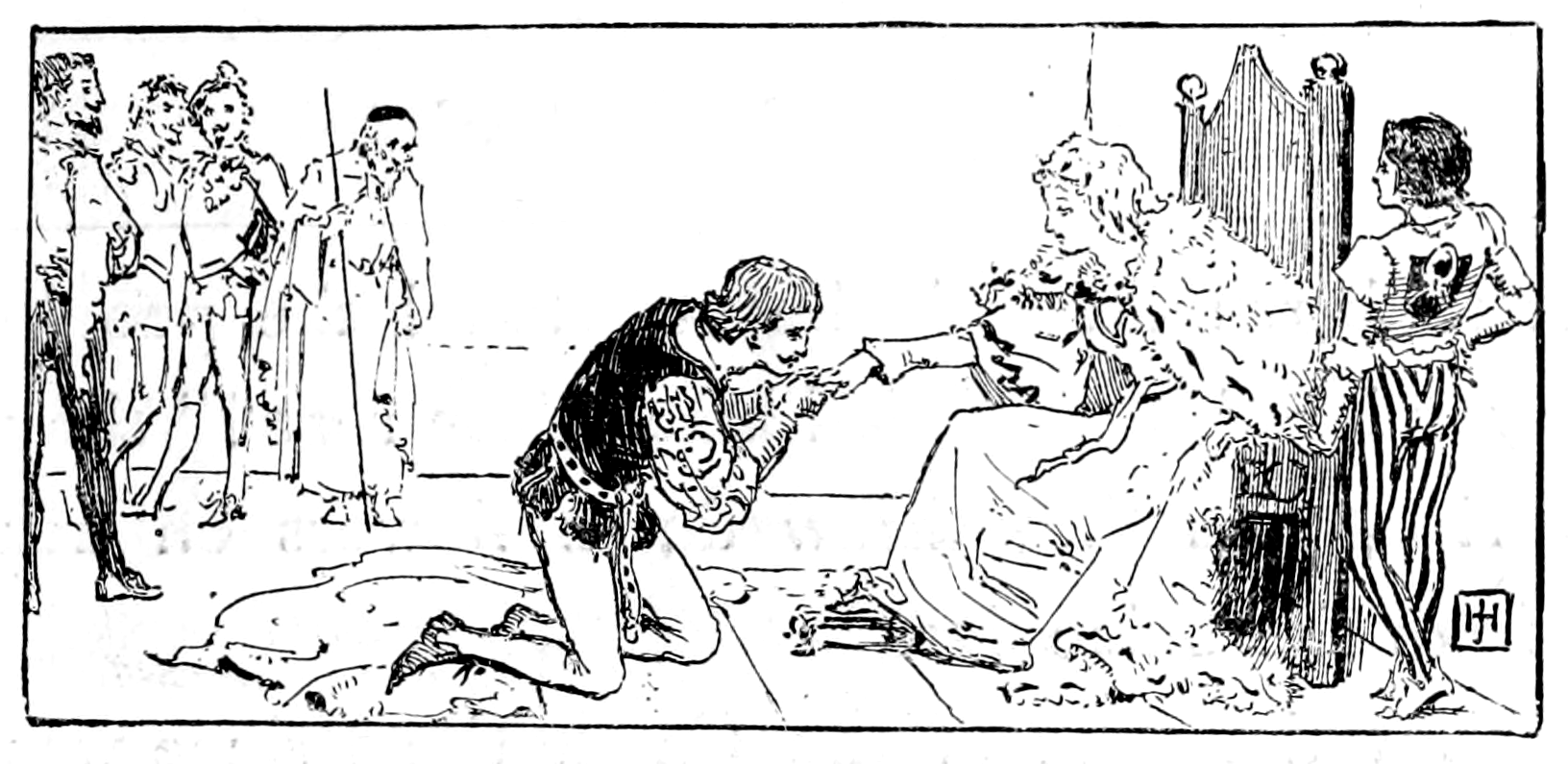
非凡的爆竹

王子跟公主的婚禮上，有很多爆竹等待發放。其中一枝爆竹非常自傲，出言詆譭其他爆竹，最終因“感性”而落淚。由於它被淚水沾濕了，無法發放，第二天就被棄置在水溝中。它仍然以為人們要把它留待更重要的場合使用，對它所鄙視的青蛙、蜻蜓和鴨子都出言不遜。兩個男孩拾到它，把他放在營火的柴中燒開水。這爆竹終於燃點着了，成功發放，但沒有任何人留意到它──他所期待的大震撼。